# 1945 na televisão

## Nascimentos
| Data            | Nome                    | Profissão                                              | Nacionalidade              | Observações | Ref   |
| --------------- | ----------------------- | ------------------------------------------------------ | -------------------------- | ----------- | ----- |
| 14 de janeiro   | Joel Branco             | ator                                                   | Portugal                   |             |       |
| 30 de janeiro   | Otávio Augusto          | ator                                                   | Brasil                     |             |       |
| 4 de fevereiro  | Maria João Avillez      | jornalista                                             | Portugal                   |             |       |
| 12 de fevereiro | Luiz Carlos Alborghetti | jornalista policial, radialista, apresentador de tv... | Brasil                     | m. 2009     | [ 1 ] |
| 18 de fevereiro | Edir Macedo             | empresário e religioso                                 | Brasil                     |             |       |
| 22 de fevereiro | Luiz Armando Queiroz    | ator e diretor                                         | Brasil                     | m. 1999     | [ 2 ] |
| 8 de março      | Micky Dolenz            | ator e músico                                          | Estados Unidos             |             |       |
| 12 de março     | Roberto Bonfim          | ator                                                   | Brasil                     |             |       |
| 18 de março     | Marta Suplicy           | política, psicóloga e apresentadora de televisão       | Brasil                     |             |       |
| 25 de março     | Leila Diniz             | atriz                                                  | Brasil                     | m. 1972     | [ 3 ] |
| 2 de abril      | Linda Hunt              | atriz                                                  | Estados Unidos             |             |       |
| 21 de abril     | Ana Lúcia Torre         | atriz                                                  | Brasil                     |             |       |
| 14 de maio      | Olney Cazarré           | ator, humorista e dublador                             | Brasil                     | m. 1991     | [ 4 ] |
| 6 de junho      | David Dukes             | ator                                                   | Estados Unidos             | m. 2000     | [ 5 ] |
| 24 de junho     | Cris Poli               | apresentadora e atriz                                  | Brasil · Argentina (nasc.) |             |       |
| 10 de julho     | Jandira Martini         | atriz                                                  | Brasil                     | m. 2024     |       |
| 12 de julho     | André Valli             | ator                                                   | Brasil                     | m. 2008     | [ 6 ] |
| 14 de agosto    | Eliana Pittman          | atriz                                                  | Brasil                     |             |       |
| 5 de setembro   | Décio Piccinini         | apresentador e jornalista                              | Brasil                     |             |       |
| 29 de setembro  | Alicia Bruzzo           | atriz                                                  | Argentina                  | m. 2007     | [ 7 ] |
| 2 de outubro    | Regina Torné            | atriz                                                  | México                     |             |       |
| 31 de outubro   | Pimpan Buranapim        | atriz e comediante                                     | Tailândia                  | m. 2017     |       |
| 17 de dezembro  | Ernie Hudson            | ator                                                   | Estados Unidos             |             |       |

## Mortes
| Data | Nome | Profissão | Nacionalidade | Observações | Ref |
| ---- | ---- | --------- | ------------- | ----------- | --- |